# 로슈카이망구

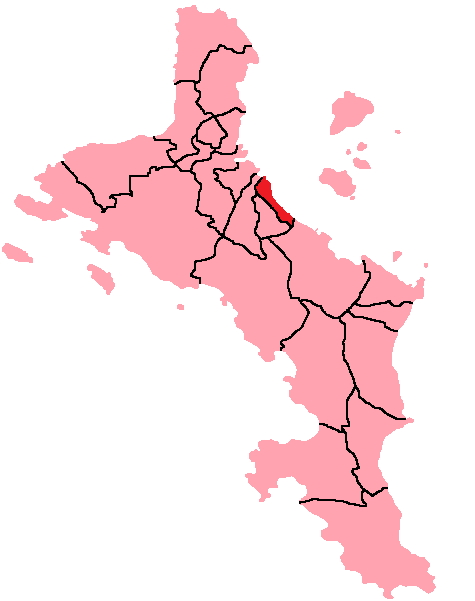
로슈카이망구의 위치

로슈카이망구(프랑스어: Roche Caïman)는 세이셸을 구성하는 25개 구 가운데 하나로 마에섬에 위치한다. 면적은 1.2km2, 인구는 2,652명(2002년 기준)이다.